# Grand Prix de Zurich 1993
La 78e édition du Championnat de Zurich a lieu le 22 août 1993. Remportée par l'Italien Maurizio Fondriest, de l'équipe Lampre-Polti, elle est la huitième épreuve de la Coupe du monde.

## Classement final
| Pos. | Cycliste            | Équipe          | Temps           |
| ---- | ------------------- | --------------- | --------------- |
| 1    | Maurizio Fondriest  | Lampre-Polti    | 6 h 23 min 38 s |
| 2    | Charly Mottet       | Novemail-Histor | m.t.            |
| 3    | Bruno Cenghialta    | Ariostea        | m.t.            |
| 4    | Jens Heppner        | Telekom         | m.t.            |
| 5    | Santos Hernández    | Mapei-Viner     | m.t.            |
| 6    | Stefano Della Santa | Mapei-Viner     | + 12 s          |
| 7    | Claudio Chiappucci  | Carrera-Tassoni | + 47 s          |
| 8    | Alberto Elli        | Ariostea        | + 51 s          |
| 9    | Scott Sunderland    | TVM-Bison       | m.t.            |
| 10   | Maximilian Sciandri | Motorola        | m.t.            |